# Focale

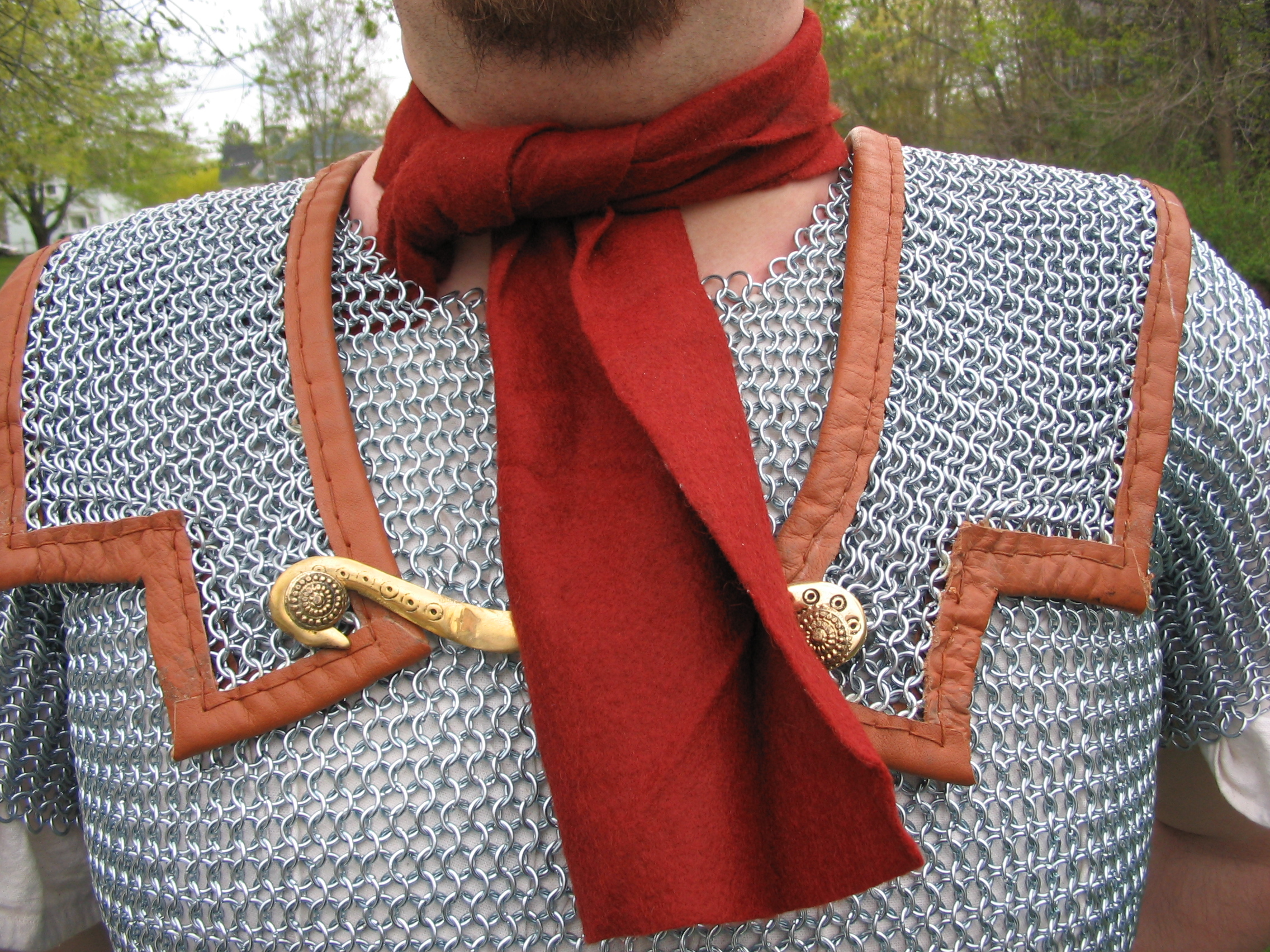
Reproduktion eines Focale

Ein Focale (neutrum, Plural focalia) war ein 1 bis 1,5 Meter langes längliches Tuch aus Baum- oder Schafwolle, das von den Legionären im römischen Heerwesen getragen wurde.

## Nutzen
Es wurde halb unter der Rüstung um den Hals geschlungen, was die Verletzungsgefahr durch scharfkantige Brustharnische verminderte. Zusätzlich diente es als wärmender Schal, der zu unterschiedlichen Anlässen getragen wurde. Es war Bestandteil der Soldatenuniform. Im Kampf hing das lange Stoffstück unter der Rüstung und schützte vor Stößen durch Keulen oder andere stumpfe Handwaffen. Zudem war das Focale ein Putz- und Wischtuch.

## Geschichte
Das Focale wurde unter Kaiser Augustus eingeführt. Variationen waren sicher bereits in Gaius Julius Cäsars Legionen üblich. Unter Kaiser Trajan war sie wohl im gesamten Heerwesen verbreitet, was die Trajanssäule beweist, auf der die Legionäre solche Halstücher für die Paraden trugen. Wegen ihres praktischen Nutzens wurde sie sicher auch bei Bundesgenossen und Hilfstruppen getragen.